# Francesco Guccini
Francesco Guccini (ur. 14 czerwca 1940 w Modenie) – włoski piosenkarz, aktor, tekściarz. Karierę rozpoczął w 1960, pierwszą płytę Folk Beat n.1 wydał w 1967.

## Albumy
- Folk beat n. 1 (1967)
- Due anni dopoo (1970)
- L'isola non trovata (1970)
- Radici (1972)
- Opera buffa (1973)
- Stanze di vita quotidiana (1974)
- Via Paolo Fabbri 43 (1976)
- Amerigo (1978)
- Album concerto (1979, live)
- Metropolis (Guccini)|Metropolis (1981)
- Guccini (1983)
- Fra la via Emilia e il west (1984, live)
- Signora Bovary (1987)
- ...quasi come Dumas... (1989, live)
- Quello che non... (1990)
- Parnassius Guccinii (1993)
- D'amore di morte e di altre sciocchezze (1996)
- Guccini live collection (1998, live)
- Stagioni (2000)
- Guccini live @ RTSI (2001, live)
- Ritratti (2004)
- Sette veli intorno al re (2004)
- Anfiteatro Live (2005, live)
- Guccini Platinum Collection (2006)

## Aktor w filmach
- 1979 – I giorni cantati
- 1987 – Le lunghe ombre
- 1989 – Musica per vecchi animali
- 1998 – Radiofreccia
- 1999 – Ormai è fatta!
- 2002 – Nell'anno 2002 di nostra vita io, Francesco Guccini...
- 2002 – Salvarsi la vita con la musica
- 2005 – Ti amo in tutte le lingue del mondo]
- 2006 – Dove la bellezza non si annoia mai
- 2007 – Una moglie bellissima